# Radical 150
El radical 150, representado por el carácter Han 谷, es uno de los 214 radicales del diccionario de Kangxi. En mandarín estándar es llamado 谷部, (gǔ bù, ‘radical «valle»’); en japonés es llamado 谷部, こくぶ (kokubu), y en coreano 곡 (gok).
El radical «valle» aparece comúnmente en el lado izquierdo de los caracteres que clasifica (por ejemplo en 谹), aunque en algunas ocasiones puede aparecer en lado derecho (por ejemplo, en 谸). 

## Nombres populares
- Mandarín estándar: 谷, gǔ, ‘valle’.
- Coreano: 골곡부, gol gok bu, ‘radical gok-valle’.
- Japonés:　谷（たに）, tani, ‘valle’.
- En occidente: radical «valle».

## Galería
| Estilos antiguos                                 | Estilos antiguos                  | Estilos antiguos                        | Estilos antiguos                   | Estilos antiguos                   | Estilos empleados actualmente       | Estilos empleados actualmente  | Estilos empleados actualmente    | Estilos empleados actualmente   | Estilos empleados actualmente  |
|                                                  |                                   |                                         |                                    |                                    |                                     | 谷                             | 谷                               |                                 |                                |
| 甲骨文 jiǎgǔwén (escritura de huesos oraculares) | 金文 jīnwén (escritura de bronce) | 简帛 jiǎnbó (escritura de bambú y seda) | 篆文 zhuànwén (escritura de sello) | 篆文 zhuànwén (escritura de sello) | 隸書 lìshū (estilo de los escribas) | 楷書 kǎishū (estilo regular)   | 楷書 kǎishū (estilo regular)     | 行書 xǐngshū (estilo corriente) | 草書 cǎoshū (estilo de hierba) |
| 甲骨文 jiǎgǔwén (escritura de huesos oraculares) | 金文 jīnwén (escritura de bronce) | 简帛 jiǎnbó (escritura de bambú y seda) | 大篆 dàzhuàn (sello grande)        | 小篆 xiǎozhuàn (sello pequeño)     | 隸書 lìshū (estilo de los escribas) | 繁體／繁体 fántǐ (tradicional) | 简体／簡體 jiǎntǐ (simplificado) | 行書 xǐngshū (estilo corriente) | 草書 cǎoshū (estilo de hierba) |

## Caracteres con el radical 150
| trazos | carácter |
| ------ | -------- |
| + 0    | 谷       |
| + 3    | 谸       |
| + 4    | 谹 谺 谻 |
| + 6    | 谼       |
| + 7    | 谽       |
| + 8    | 谾       |
| + 10   | 谿 豀 豁 |
| + 11   | 豂       |
| + 12   | 豃       |
| + 15   | 豄       |
| + 16   | 豅       |